# Poppenreuth bei Tirschenreuth
Poppenreuth bei Tirschenreuth ist ein Gemeindeteil des Marktes Mähring im Oberpfälzer Landkreis Tirschenreuth. Nördlich von Poppenreuth befindet sich der Höhenstein Schacht, bei dem bis 1982 Uran abgebaut wurde.

## Geschichte
In einer Urkunde des Papstes Lucius III. von 1185 werden dem Kloster Waldsassen auch Poppenreuth (Poppinrut) als Besitztum bestätigt. In Poppenreuth wird 1387 ein Eisenhammer als Mitglied der Oberpfälzer Hammereinigung genannt („Vlreich Volrad mit dem hamer zu Pebenreut“); der Hammer hatte bis zum 16. Jahrhundert Bestand. In dem waldsassischen Salbuch um 1400 wird Poppenreuth ebenfalls genannt. 1434 hat Poppenreuth die Funktion eines Amtsbezirkes von dem ehemaligen Richteramt von Griesbach übernommen.
Zwischen 1560 und 1792 werden in Poppenreuth zwischen 25 und 31 Mannschaften gezählt. Nach dem kurpfälzischen Ämterverzeichnis von 1622 werden in Poppenreuth elf Höfe, ein Mühlhof, eine Mühle, ein Halbhof, fünf Güter, sechs Häusl, eine Schmiedstatt und zusätzlich elf Inwohner genannt. Grundbar mit niederer Gerichtsbarkeit war Poppenreuth zum Kloster Waldsassen, die hohe Gerichtsbarkeit lag bei Kurbayern. 1792 wurden 31 Untertanen gezählt und 1796 220 Einwohner. 1819 stehen in Poppenreuth 35 Wohngebäude, in denen 39 Familien mit insgesamt 253 Personen leben. 1961 werden hier 44 Wohngebäude und 259 Einwohner genannt, 1987 sind es nur mehr 199 Bewohner.
Seit 1809 ist Poppenreuth ein eigener Gemeinde- und Steuerbezirk. Pfarrei und Schule liegen in dem 2500 m südwestlich gelegenen Großkonreuth. Ab 1818 ist Poppenreuth in die Ruralgemeinde Großkonreuth eingemeindet. Am 1. Mai 1978 wurde diese dann Mähring zugeordnet.